# Châtelus (Allier)
Pour les articles homonymes, voir Châtelus.
Châtelus est une commune française rurale, située dans le département de l'Allier, en région Auvergne-Rhône-Alpes.
Elle comptait 114 habitants au recensement de 2022, appelés les Castelluciens et les Castelluciennes.

## Géographie

### Localisation
Le village de Châtelus est situé au sud-est du département de l'Allier, entre le pays de Lapalisse et la Montagne bourbonnaise, à 9,9 km au sud-est de Lapalisse, 25,3 km à l'est-nord-est de la sous-préfecture Vichy, 51,5 km au sud-est de la préfecture Moulins et 98 km à l'ouest-nord-ouest de Lyon, la préfecture de région.
Quatre communes sont limitrophes :
|           | Droiturier |                    |
| Le Breuil | Châtelus   | Saint-Pierre-Laval |
|           | Arfeuilles |                    |

### Climat
Pour des articles plus généraux, voir Climat d'Auvergne-Rhône-Alpes et Climat de l'Allier.
En 2010, le climat de la commune est de type climat océanique dégradé des plaines du Centre et du Nord, selon une étude du CNRS s'appuyant sur une série de données couvrant la période 1971-2000. En 2020, Météo-France publie une typologie des climats de la France métropolitaine dans laquelle la commune est dans une zone de transition entre le climat océanique altéré et le climat de montagne ou de marges de montagne et est dans la région climatique Centre et contreforts nord du Massif Central, caractérisée par un air sec en été et un bon ensoleillement.
Pour la période 1971-2000, la température annuelle moyenne est de 10,8 °C, avec une amplitude thermique annuelle de 16,6 °C. Le cumul annuel moyen de précipitations est de 919 mm, avec 11,2 jours de précipitations en janvier et 8,2 jours en juillet. Pour la période 1991-2020, la température moyenne annuelle observée sur la station météorologique de Météo-France la plus proche, sur la commune d'Arfeuilles à 4 km à vol d'oiseau, est de 11,2 °C et le cumul annuel moyen de précipitations est de 951,6 mm,. Pour l'avenir, les paramètres climatiques de la commune estimés pour 2050 selon différents scénarios d'émission de gaz à effet de serre sont consultables sur un site dédié publié par Météo-France en novembre 2022.

## Urbanisme

### Typologie
Au 1er janvier 2024, Châtelus est catégorisée commune rurale à habitat très dispersé, selon la nouvelle grille communale de densité à 7 niveaux définie par l'Insee en 2022.
Elle est située hors unité urbaine. Par ailleurs la commune fait partie de l'aire d'attraction de Lapalisse, dont elle est une commune de la couronne,. Cette aire, qui regroupe 9 communes, est catégorisée dans les aires de moins de 50 000 habitants,.

### Occupation des sols

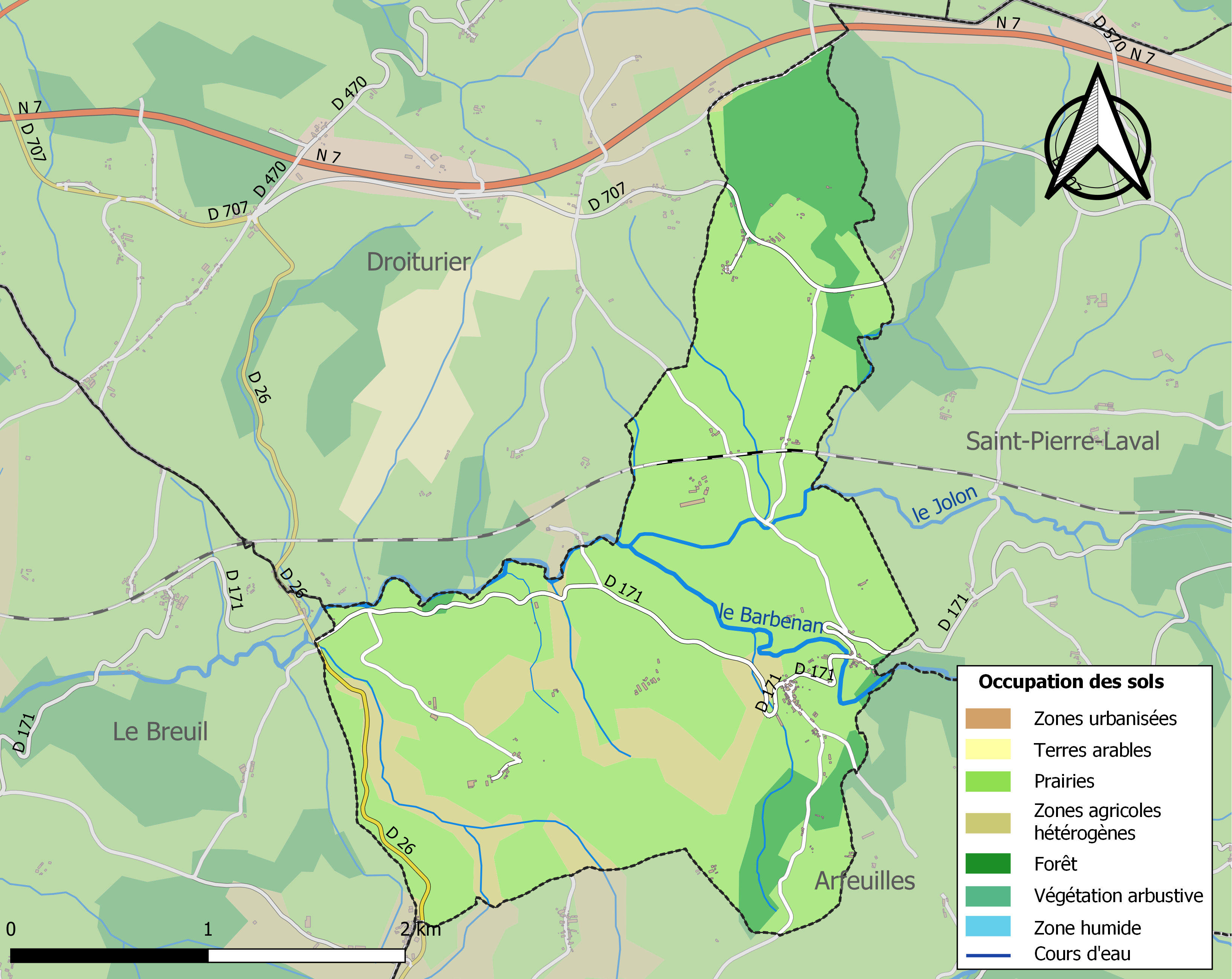
Carte des infrastructures et de l'occupation des sols de la commune en 2018 (CLC).

L'occupation des sols de la commune, telle qu'elle ressort de la base de données européenne d’occupation biophysique des sols Corine Land Cover (CLC), est marquée par l'importance des territoires agricoles (87,5 % en 2018), en diminution par rapport à 1990 (89,1 %). La répartition détaillée en 2018 est la suivante : prairies (75,7 %), forêts (12,5 %), zones agricoles hétérogènes (11,8 %).
L'IGN met par ailleurs à disposition un outil en ligne permettant de comparer l’évolution dans le temps de l’occupation des sols de la commune (ou de territoires à des échelles différentes). Plusieurs époques sont accessibles sous forme de cartes ou photos aériennes : la carte de Cassini (XVIIIe siècle), la carte d'état-major (1820-1866) et la période actuelle (1950 à aujourd'hui).

### Logement
En 2022, la commune comptait 94 logements, contre 93 en 2016 et 95 en 2011. Parmi ces logements, 67,3 % étaient des résidences principales, 26,0 % des résidences secondaires et 6,8 % des logements vacants. Ces logements étaient pour 97,9 % d'entre eux des maisons individuelles et pour 2,1 % des appartements.
La proportion des résidences principales, propriétés de leurs occupants était de 83,3 %, en hausse par rapport à 2016 (79,3 %). Il n'existait aucun logement HLM loué vide.
La communauté d'agglomération Vichy Communauté a élaboré un programme local de l'habitat (PLH), approuvé le 5 décembre 2019 et valable pour la période 2020-2025, qui fixe quatre orientations (reconquête de l'habitat en centre-bourg, adaptation et diversification de l'habitat pour répondre aux besoins des habitants, promotion d'un habitat durable et performant, animation, mise en œuvre et évaluation de la politique de l'habitat). Châtelus fait partie des pôles de proximité de l'intercommunalité (secteur 1 ex-CCMB), dont les besoins sont de 90 % de constructions neuves (70 % sur terrains nus et 20 % après démolition). Pour les dix communes du secteur 1 ex-CCMB, les besoins en résidences principales sont de 70 constructions neuves sur terrains nus, 20 constructions neuves après démolition et la remise sur le marché de dix logements vacants. La consommation foncière prévue par ce PLH est de 7 hectares.

### Planification de l'aménagement
L'ancienne communauté de communes de la Montagne bourbonnaise, dont Châtelus était membre, avait prescrit l'élaboration d'un plan local d'urbanisme intercommunal (PLUi) en 2014. À la suite de la fusion de la communauté de communes avec la communauté d'agglomération de Vichy Val d'Allier le 1er janvier 2017, c'est Vichy Communauté qui poursuit les procédures de l'élaboration de ce document, approuvé en conseil communautaire le 31 mars 2022 et exécutoire depuis le 13 mai 2022.

### Voies de communication et transports

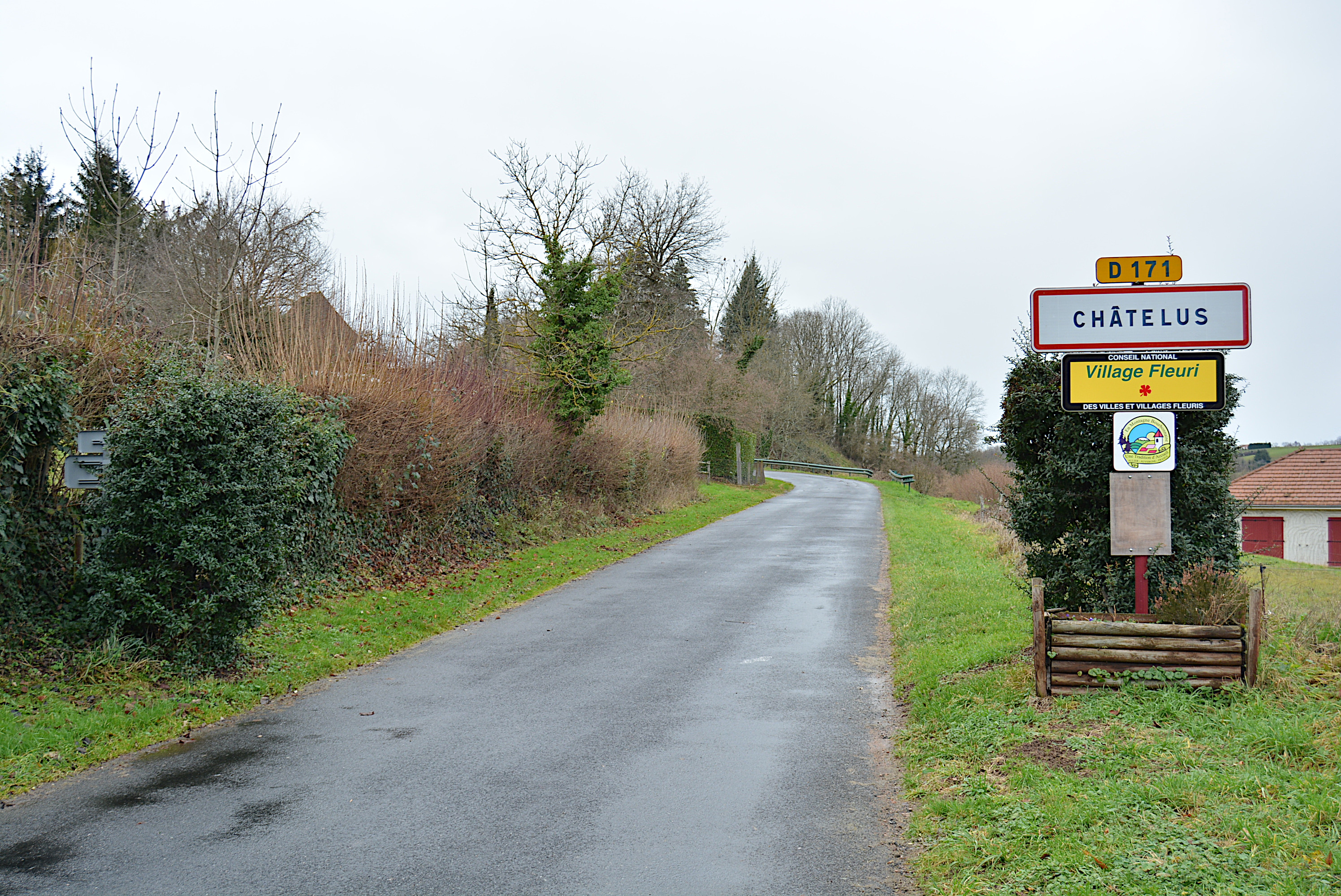
Entrée par la D 171 en provenance de Saint-Pierre-Laval.

Le village est traversé par la route départementale 171 reliant Le Breuil à Saint-Pierre-Laval, ainsi que le hameau de Gribory.
Plus au nord, le tracé historique de la route nationale 7, déclassé en route départementale 707 (puis en RD N7) dessert le hameau des Chevreaux et un camping (la voie express ne passe pas sur le territoire communal). Cette route permet de rejoindre Lapalisse (à 12,8 km), Vichy (37 km), Moulins (65 km) et Lyon (133 km).
Entre ces deux routes, la ligne de Moret - Veneux-les-Sablons à Lyon-Perrache relie les gares ouvertes aux voyageurs de Saint-Germain-des-Fossés à l'ouest et Roanne à l'est.

## Histoire
Le destin féodal de Châtelus est évoqué à l'article Châteaumorand, fief que posséda la famille noble de Châtelus.

## Politique et administration

### Découpage territorial
La commune de Châtelus est membre de la communauté d'agglomération Vichy Communauté, un établissement public de coopération intercommunale (EPCI) à fiscalité propre créé le 1er janvier 2017 dont le siège est à Vichy. Ce dernier est par ailleurs membre d'autres groupements intercommunaux.
Sur le plan administratif, elle est rattachée à l'arrondissement de Vichy, au département de l'Allier, en tant que circonscription administrative de l'État, et à la région Auvergne-Rhône-Alpes.
Sur le plan électoral, elle dépend du canton de Lapalisse pour l'élection des conseillers départementaux, depuis le redécoupage cantonal de 2014 entré en vigueur en 2015, et de la troisième circonscription de l'Allier pour les élections législatives, depuis le dernier découpage électoral de 2010.

### Élections municipales et communautaires

#### Élections de 2020
Le conseil municipal de Châtelus, commune de moins de 1 000 habitants, est élu au scrutin majoritaire plurinominal à deux tours avec candidatures isolées ou groupées et possibilité de panachage. Compte tenu de la population communale, le nombre de sièges à pourvoir lors des élections municipales de 2020 est de 11. La totalité des onze candidats en lice est élue dès le premier tour, le 15 mars 2020, avec un taux de participation de 64,55 %.

#### Liste des maires
| Période                                  | Période                   | Identité            | Étiquette | Qualité     |
| ---------------------------------------- | ------------------------- | ------------------- | --------- | ----------- |
| Les données manquantes sont à compléter. |                           |                     |           |             |
| mars 2001                                | mars 2008                 | Marie-Thérèse Jonin |           |             |
| mars 2008                                | En cours (au 13 mai 2025) | Philippe Colas      | DVG       | Agriculteur |

## Équipements et services publics

### Enseignement
Châtelus dépend de l'académie de Clermont-Ferrand. Il n'existe aucune école.
Hors dérogations à la carte scolaire, les collégiens sont scolarisés à Lapalisse et les lycéens au lycée Albert-Londres de Cusset.

## Population et société

### Démographie
Les habitants de la commune sont appelés les Castelluciens et les Castelluciennes.

#### Évolution de la population
L'évolution du nombre d'habitants est connue à travers les recensements de la population effectués dans la commune depuis 1793. Pour les communes de moins de 10 000 habitants, une enquête de recensement portant sur toute la population est réalisée tous les cinq ans, les populations de référence des années intermédiaires étant quant à elles estimées par interpolation ou extrapolation. Pour la commune, le premier recensement exhaustif entrant dans le cadre du nouveau dispositif a été réalisé en 2007.

En 2022, la commune comptait 114 habitants, en évolution de +1,79 % par rapport à 2016 (Allier : −1,38 %, France hors Mayotte : +2,11 %).
| 1793 | 1800 | 1806 | 1821 | 1831 | 1836 | 1841 | 1846 | 1851 |
| ---- | ---- | ---- | ---- | ---- | ---- | ---- | ---- | ---- |
| 343  | 293  | 259  | 336  | 320  | 348  | 338  | 368  | 350  |

| 1856 | 1861 | 1866 | 1872 | 1876 | 1881 | 1886 | 1891 | 1896 |
| ---- | ---- | ---- | ---- | ---- | ---- | ---- | ---- | ---- |
| 301  | 320  | 326  | 347  | 356  | 381  | 382  | 388  | 398  |

| 1901 | 1906 | 1911 | 1921 | 1926 | 1931 | 1936 | 1946 | 1954 |
| ---- | ---- | ---- | ---- | ---- | ---- | ---- | ---- | ---- |
| 381  | 389  | 363  | 316  | 287  | 267  | 247  | 231  | 200  |

| 1962 | 1968 | 1975 | 1982 | 1990 | 1999 | 2006 | 2007 | 2012 |
| ---- | ---- | ---- | ---- | ---- | ---- | ---- | ---- | ---- |
| 189  | 183  | 194  | 169  | 140  | 132  | 134  | 134  | 123  |

| 2017 | 2022 | - | - | - | - | - | - | - |
| ---- | ---- | - | - | - | - | - | - | - |
| 108  | 114  | - | - | - | - | - | - | - |

#### Pyramide des âges
En 2022, le taux de personnes d'un âge inférieur à 30 ans s'élève à 20,1 %, soit en dessous de la moyenne départementale (28,8 %). À l'inverse, le taux de personnes d'âge supérieur à 60 ans est de 45,4 % la même année, alors qu'il est de 35,8 % au niveau départemental.
En 2022, la commune comptait 57 hommes pour 57 femmes, soit un taux de 50 % d'hommes, largement supérieur au taux départemental (48,1 %).
Les pyramides des âges de la commune et du département s'établissent comme suit (en 2021) :
| Hommes | Classe d’âge | Femmes |
| ------ | ------------ | ------ |
| 1,7    | 90 ou +      | 1,7    |
| 3,3    | 75-89 ans    | 18,6   |
| 35,0   | 60-74 ans    | 30,5   |
| 28,3   | 45-59 ans    | 16,9   |
| 15,0   | 30-44 ans    | 8,5    |
| 11,7   | 15-29 ans    | 18,6   |
| 5,0    | 0-14 ans     | 5,1    |

| Hommes | Classe d’âge | Femmes |
| ------ | ------------ | ------ |
| 1,2    | 90 ou +      | 3      |
| 10     | 75-89 ans    | 13,4   |
| 21,3   | 60-74 ans    | 22     |
| 20,6   | 45-59 ans    | 19,6   |
| 15,7   | 30-44 ans    | 15     |
| 15,6   | 15-29 ans    | 12,9   |
| 15,7   | 0-14 ans     | 14     |

### Manifestations culturelles et festivités
- Embouteillage de la route nationale 7. La route nationale 7 historique passe par le village des Chevreaux, au nord de la commune, entre Lapalisse et Saint-Martin-d'Estréaux ; la commune participe à cette manifestation organisée par la ville de Lapalisse, avec reconstitution des embouteillages avec des véhicules des années 1950-1960, en exposant des objets d'époque issus du Musée de l'école[30].

## Économie

### Emploi
En 2022, la population âgée de quinze à soixante-quatre ans s'élevait à 67 personnes, parmi lesquelles on comptait 78,6 % d'actifs dont 68,6 % ayant un emploi et 10,0 % de chômeurs.
On comptait 18 emplois dans la zone d'emploi. Le nombre d'actifs ayant un emploi résidant dans la zone étant de 48, l'indicateur de concentration d'emploi s'élève à 38,5 %, ce qui signifie que la commune offre moins d'un emploi par habitant actif.
35 des 48 personnes âgées de quinze ans ou plus (soit 74 %) sont des salariés. 22 % des actifs travaillent dans la commune de résidence.

### Entreprises et commerces
En 2022, Châtelus comptait 7 unités légales économiquement actives et 7 établissements économiquement actifs.

## Culture locale et patrimoine

### Lieux et monuments

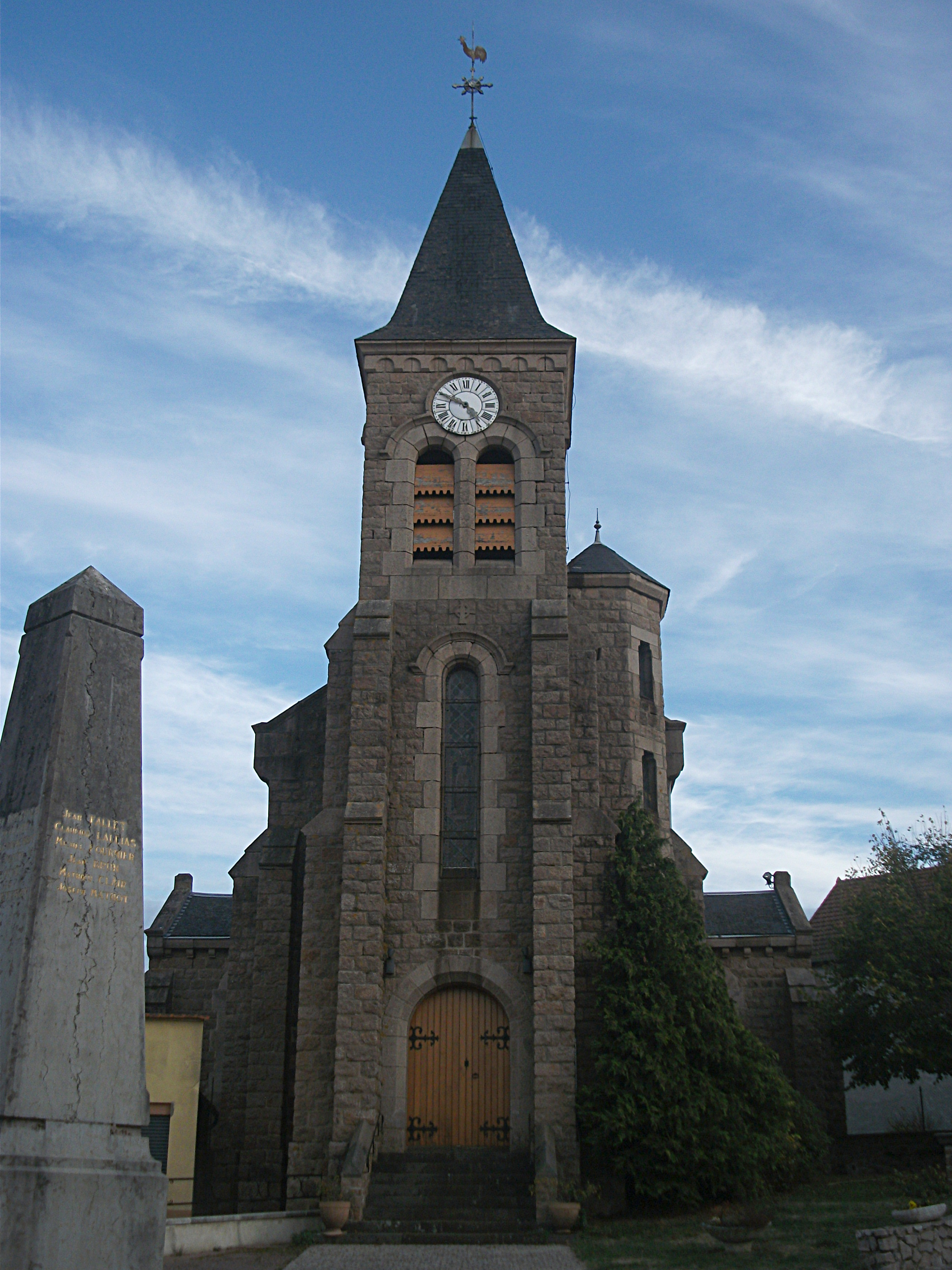
Église Saint-Cyr.

- Maison des Dîmes. C'était le corps de garde de l’ancien château fort des XIIe et XVe siècles.
- Musée de l'École. Reconstitution d'une classe de 1880.
- Panorama du haut de la butte féodale.
- Église Saint-Cyr de Chatelus.
- Borne romaine.

### Héraldique
|  | Les armes de la commune se blasonnent ainsi : Mi-taillé : au premier de gueules au lion d'argent couronné d'or, au second d'azur semé de fleurs de lys d'or à la cotice de gueules brochant. |